# Untitled (Nas)
Untitled Är ett studioalbum av Nas som släpptes 15 juli 2008. Artister som The Game, Keri Hilson, Busta Rhymes & Chris Brown är gästartister 

## Låtlista
1. Queens Get The Money (Produced by Jay Electronica)
2. You Can’t Stop Us Now (feat. Eban Thomas of The Stylistics & The Last Poets) (Produced by Salaam Remi)
3. Breathe (Produced by J. Myers & Dustin Moore)
4. Make The World Go Round (feat. Chris Brown & The Game) (Co-produced by Cool & Dre & The Game)
5. Hero (feat. Keri Hilson) (Produced by Polow Da Don)
6. America (Produced by Stargate)
7. Sly Fox (Produced by stic.man of Dead Prez)
8. Testify (Produced by Mark Batson)
9. N.I.G.G.E.R. (The Slave And The Master) (Produced by DJ Toomp)
10. Untitled (Produced by stic.man of Dead Prez)
11. Fried Chicken (feat. Busta Rhymes) (Produced by Mark Ronson)
12. Project Roach (feat. The Last Poets) (Produced by Eric Hudson)
13. Ya’ll My Niggas (Produced by J. Myers)
14. We’re Not Alone (feat. Mykel) (Produced by stic.man of Dead Prez)
15. Black President (feat. Johnny Polygon) (Produced by DJ Green Lantern)